# Que la famille
 (décembre 2018).
Si vous disposez d'ouvrages ou d'articles de référence ou si vous connaissez des sites web de qualité traitant du thème abordé ici, merci de compléter l'article en donnant les références utiles à sa vérifiabilité et en les liant à la section « Notes et références ».
Albums de PNL
Le Monde Chico
(2015)
Singles
1. Différents
Sortie : 10 avril 2014
2. Je vis, je visser
Sortie : 13 juin 2014
3. Gala gala
Sortie : 19 septembre 2014
4. La petite voix
Sortie : 28 novembre 2014
5. J'comprends pas
Sortie : 30 janvier 2015
6. Simba
Sortie : 20 mars 2015

Que la famille est le premier EP du duo de rap français PNL, sorti le 2 mars 2015 sous leur label QLF Records. L'EP précède leur premier album studio, Le Monde Chico. Il a été enregistré, mixé et masterisé par Nikola Feve, également connu sous le nom de Nk.F.

## Singles
- Différents est sorti comme le premier single du premier EP le 10 avril 2014.
- Je vis, je visser est sorti comme le second single du premier EP le 13 juin 2014.
- Gala gala est sorti comme le troisième single du premier EP le 19 septembre 2014.
- La petite voix est sorti comme le quatrième single du premier EP le 28 novembre 2014.
- J'comprends pas est sorti comme le cinquième single du premier EP le 30 janvier 2015.
- Simba est sorti comme le sixième single du premier EP le 20 mars 2015.

## Liste des titres
| Téléchargement numérique – CD | Téléchargement numérique – CD                               | Téléchargement numérique – CD | Téléchargement numérique – CD | Téléchargement numérique – CD | Téléchargement numérique – CD | Téléchargement numérique – CD | Téléchargement numérique – CD | Téléchargement numérique – CD | Téléchargement numérique – CD |
| No                            | Titre                                                       | Producteur(s)                 | Durée                         |                               |                               |                               |                               |                               |                               |
| ----------------------------- | ----------------------------------------------------------- | ----------------------------- | ----------------------------- | ----------------------------- | ----------------------------- | ----------------------------- | ----------------------------- | ----------------------------- | ----------------------------- |
| 1.                            | Je vis, je visser                                           | DRMZBeatz                     | 03:46                         |                               |                               |                               |                               |                               |                               |
| 2.                            | Lala                                                        | Cold Blood Beats              | 04:18                         |                               |                               |                               |                               |                               |                               |
| 3.                            | Différents                                                  |                               | 06:11                         |                               |                               |                               |                               |                               |                               |
| 4.                            | Obligés de prendre                                          |                               | 03:22                         |                               |                               |                               |                               |                               |                               |
| 5.                            | De la fenêtre au Ter Ter (featuring Bizon, Ilinas & S-Pion) | NKF                           | 04:29                         |                               |                               |                               |                               |                               |                               |
| 6.                            | PNL                                                         | QLF Records                   | 03:42                         |                               |                               |                               |                               |                               |                               |
| 7.                            | J'comprends pas                                             |                               | 04:43                         |                               |                               |                               |                               |                               |                               |
| 8.                            | Gala Gala                                                   |                               | 03:44                         |                               |                               |                               |                               |                               |                               |
| 9.                            | La petite voix                                              |                               | 04:20                         |                               |                               |                               |                               |                               |                               |
| 10.                           | Athéna (featuring RKM & N'Dirty Deh)                        | Taz Taylor Beats              | 04:53                         |                               |                               |                               |                               |                               |                               |
| 11.                           | Recherche du bonheur                                        |                               | 03:42                         |                               |                               |                               |                               |                               |                               |
| 12.                           | Simba                                                       | Steezy Beats                  | 04:02                         |                               |                               |                               |                               |                               |                               |
| Total 48:72                   |                                                             |                               |                               |                               |                               |                               |                               |                               |                               |

## Titre certifié
- Je vis, je visser  Or[2]

## Accueil critique et commercial
Malgré la confidentialité de cette sortie, Que la famille est salué par la presse. Le groupe annoncera quelques mois plus tard la sortie de leur premier album intitulé Le Monde Chico, qui sortira finalement le 30 octobre 2015.

## Classements et certifications

### Classement par pays
| Classement (2016)            | Meilleure position |
| ---------------------------- | ------------------ |
| France (SNEP)                | 82                 |
| Suisse (Schweizer Hitparade) | -                  |
| Belgique (Wallonie Ultratop) | 113                |